# Капустян Володимир Гаврилович
Капустя́н Володи́мир Гаври́лович (31 травня 1935 — 25 грудня 1998) — радянський та український кінодраматург, сценарист, письменник, редактор.

## Біографія
Народився 31 травня 1935 року у Києві в родині службовця. Закінчив історико-філософський факультет Київського державного університету ім. Т. Г. Шевченка (1957).
Працював редактором у видавництві «Мистецтво» (1957–1960), в Головній редакції Української Радянської Енциклопедії, редактором кіностудії «Укрторгрекламфільм» (1960–1962). 
З 1962 р. був сценаристом «Київнаукфільму».
Співавтор з Юрієм Аліковим науково-фантастичної повісті рос. «Гонцы Нептуна»/ «Гінці Нептуна» (Київ, Веселка 1979) на тему пошуку контактів із дельфінами. Повість екранізована для ТБ у чотирьох серіях під назвою «Люди і дельфіни» (1983, Київнаукфільм).
Був членом Спілки кінематографістів України.
Помер 25 грудня 1998 року.

## Фільмографія
Автор сценаріїв науково-популярних стрічок та мультфільмів.

### Науково-популярні стрічки
- 1964: «Жовтень у Києві»
- 1964: «Вирок виносить історія» (Диплом II ст. І кінофестивалю дитячих та юнацьких фільмів в Україні, Харків, 1965)
- Крейда, ганчірка і кібернетика
- 1966: «Там, де країна Боспор»
- 1968: «Іхтіандр-68»
- «Наука — виробництву»
- 1971: «Твір на вільну тему»
- 1972: «Плазменно-дуговий переплав» (Гран-прі Міжнародного фестивалю технічних фільмів, Пардубіце, ЧССР, 1973)
- 1974: «Плазмова наплавка» (Приз Міністерства важкої промисловості ЧССР на Міжнародному кінофестивалі технічних фільмів, Пардубіце, 1974)
- 1993: стрічки «Запорозька Січ. Витоки. Фільм 5», «Зоряний час козацтва. Фільм 7», «Козаччина. Руїна. Фільм 8» в документальному циклі «Невідома Україна. Золоте стремено» та ін.

### Художні фільми
- 1977: «Люди на землі» (т/ф) (у співавт.)

### Мультфільми
- 1966: «Ведмедик і той, що живе в річці» (Гран-прі «Золотий черевичок» Міжнародного фестивалю дитячих фільмів, Готвальдов, ЧССР, 1967),
- 1966: «Осколки»
- 1970: «Чарівні окуляри»
- 1970: «Як козаки у футбол грали»
- 1971: «Моя хата скраю», «Від дзвінка до дзвінка»
- 1972: «Створення мікросвіту», «Про порося, яке вміло грати у шашки»
- 1972: «Братик Кролик та братик Лис»
- 1973: «Зайченя заблукало»
- 1973: «Як козаки наречених визволяли» (Приз «Срібний сестерцій» VI Міжнародного фестивалю документальних і короткометражних фільмів. Ньйон, Швейцарія, 1973)
- 1975: «Казки райського саду», «А нам допоможе робот...», «Як козаки сіль купували» (у співавт.; Грамота ЦК ЛКСМУ на Республіканському кінофестивалі мультиплікаційних фільмів, Київ, 1975)
- 1976: «Парасолька на модному курорті»
- 1978: «Курча в клітиночку», «Відкритий лист селезня»
- 1979: «Грицькові книжки»
- 1980: «Казка про чудового лікаря»
- 1983: «Про мишеня, яке хотіло бути сильним»
- 1985: «Жили-пили»
- 1986: «Золотий гвіздок»
- 1986: «Працьовита старенька»